# PSEN2
PSEN2‏ (Presenilin 2) هوَ بروتين يُشَفر بواسطة جين PSEN2 في الإنسان.

## الوظيفة
يحمل مرضى آلزهايمر (AD) المصابون بنوع وراثي من المرض طفرات في بروتينات البريسينيلين (PSEN1؛ PSEN2) أو بروتين سلائف النشواني (APP). تؤدي هذه الطفرات المرتبطة بالمرض إلى زيادة إنتاج الشكل الأطول من بيتا نشواني (المكون الرئيسي لرواسب النشواني الموجودة في أدمغة مرضى آلزهايمر). يُفترض أن البريسينيلينات تنظم معالجة بروتينات APP من خلال تأثيرها على إنزيم غاما سيكريتاز، وهو إنزيم يشق بروتين APP. كما يُعتقد أن البريسينيلينات تشارك في شق مستقبل نوتش، بحيث إنها إما تنظم نشاط غاما-سيكريتاز بشكل مباشر أو أنها إنزيمات بروتياز. وقد تم تحديد نسختين بديلتين من بروتين PSEN2.
في الخلايا الصباغية، قد يتم تنظيم التعبير عن جين PSEN2 بواسطة MITF.

## التفاعل
ثبت أن PSEN2 يتفاعل مع:
- BCL2-like 1،
- CAPN1،
- CIB1،
- Calsenilin،
- FHL2،
- FLNB،
- KCNIP4،
- Nicastrin،
- UBQLN1.